# Joel Chima Fujita
Joel Chima Fujita (jap. 藤田 譲瑠 チマ, Fujita Joel Chima; * 16. Februar 2002 in Machida, Präfektur Tokio) ist ein japanischer Fußballspieler, der beim Erstligisten FC St. Pauli spielt.

## Karriere

### Verein
Joel Chima Fujita erlernte das Fußballspielen in den Jugendmannschaften vom Machida Okura FC und Tokyo Verdy. 2019 wurde er als Jugendspieler viermal in der ersten Mannschaft von Verdy eingesetzt. Verdy spielte in der zweiten japanischen Liga, der J2 League. Seinen ersten Profivertrag unterschrieb er am 1. Februar 2020 bei seinem Jugendverein Verdy. In der Saison 2020 stand er 41-mal in der zweiten Liga auf dem Spielfeld. Im Januar 2021 wechselte er zum Erstligaaufsteiger Tokushima Vortis. Nach nur einer Saison musste er mit Vortis als Tabellensiebzehnter am Ende der Saison in die zweite Liga absteigen. Für Vortis absolvierte er 28 Erstligaspiele. Nach dem Abstieg verließ er Vortis und schloss sich im Januar 2022 dem Erstligisten Yokohama F. Marinos aus Yokohama an. Am Ende der Saison 2022 feierte er mit den Marinos die japanische Meisterschaft. Am 11. Februar 2023 gewann er mit den Marinos den Supercup. Das Spiel gegen den Pokalsieger Ventforet Kofu wurde mit 2:1 gewonnen.
Nach 46 Ligaspielen wechselte er Ende Juli 2023 nach Europa, wo er in Belgien einen Vertrag beim Erstdivisionär VV St. Truiden unterschrieb. Dort bestritt er 25 von 40 möglichen Ligaspielen, in denen er ein Tor schoss, sowie zwei Pokalspiele. In der nächsten Saison waren es 33 von 36 möglichen Ligaspielen sowie zwei Pokalspiele. Dabei fehlte er bei zwei Ligaspielen aufgrund seiner Teilnahme an den olympischen Spielen 2024.
Im Sommer 2025 wechselte er zum FC St. Pauli.

### Nationalmannschaft
Joel Chima Fujita spielte 2019 viermal in der japanischen U17-Nationalmannschaft. 2022 bestritt er für die U 23-Nationalmannschaft alle sechs Spiele bei der U-23-Asienmeisterschaft, bei der Platz 3 erreicht wurde. Ebenso stand er 2024 in deren Kader bei der U-23-Asienmeisterschaft und bestritt dort alle Spiele bis auf ein Gruppenspiel. Durch den Sieg im Finale gegen die Usbekistan wurde er U 23-Asienmeister. 
Zudem bestritt er 2022 zwei Gruppenspiele für die A-Nationalmannschaft bei der gewonnenen Ostasienmeisterschaft.

## Erfolge
Nationalmannschaft
- Ostasienmeister: 2022
- U-23-Asienmeister: 2024

Yokohama F. Marinos
- Japanischer Meister: 2022
- Japanischer Supercup-Sieger: 2023